# Vera Braz
Vera Lúcia Raimundo Braz dos Santos (29 de novembro de 1986) é uma deputada e política portuguesa. Ela é deputada à Assembleia da República na XIV legislatura pelo Partido Socialista. Tem uma licenciatura em Gestão com especialização em Finanças Empresariais.